# Agafador de Bernoulli

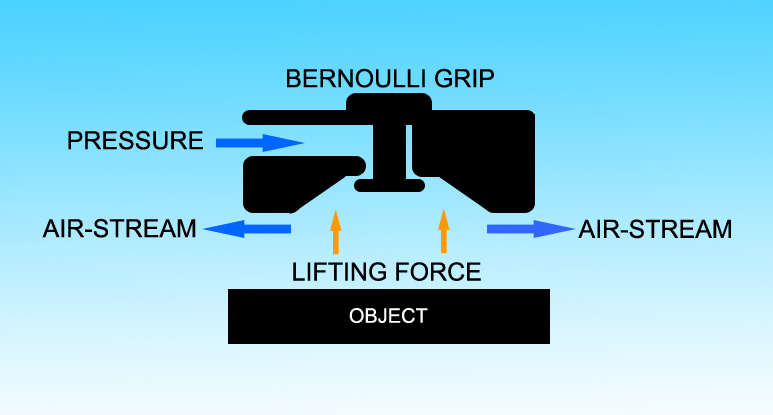
El flux d'aire provoca una força d'elevació sobre l'objecte, permetent l'adhesió sense contacte

Un agafador de Bernoulli utilitza el flux d'aire per adherir-se a un objecte sense contacte físic. Aquests agafadors es basen en el principi de Bernoulli en un flux d'aire. Un corrent d'aire d'alta velocitat té una pressió estàtica baixa. Amb un disseny acurat, la pressió en el corrent d'aire d'alta velocitat pot ser inferior a la pressió atmosfèrica. Això pot provocar una força neta sobre l'objecte en la direcció normal cap a un costat amb una pressió local més baixa. Un agafador de Bernoulli ho aprofita aprofitant la pressió positiva de la part de l'agafador en comparació amb la pressió ambiental, mantenint el forat d'aire entre l'agafador i l'objecte que s'adhereix.

## Aplicacions
Els agafadors de Bernoulli disponibles comercialment s'utilitzen comunament per manejar materials rígids com les làmines d'oblies en la fabricació de plaques de circuits impresos, o components de cèl·lules fotovoltaiques. Com que l'adherència és sense contacte, aquesta forma d'adherència es presta a la manipulació de material estèril per evitar la contaminació química i / o biològica. S'ha realitzat una investigació sobre l'ús d'agafadors de Bernoulli per transportar productes alimentaris en un context de processament d'aliments, encara que aquest treball va trobar dificultats, ja que els aliments flexibles vibraven contra l'agafador, deformant i bloquejant alternativament l'agafador, o quedant-se fora de la via aèria.
També s'està investigant l'agafador de Bernoulli com a mecanisme d'adhesió sense contacte per a robots escaladors de parets.